# Pen Dal-Aderyn
Pen Dal-Aderyn är en udde i Storbritannien.   Den ligger i kommunen Pembrokeshire och riksdelen Wales, i den sydvästra delen av landet, 400 km väster om huvudstaden London.
Terrängen inåt land är platt. Havet är nära Pen Dal-Aderyn åt sydväst.  Närmaste större samhälle är St Davids, 4,1 km nordost om Pen Dal-Aderyn. Trakten runt Pen Dal-Aderyn består i huvudsak av gräsmarker.